# 게릴라 게임스
게릴라 게임스(Guerrilla Games)는 네덜란드의 비디오 게임 개발 회사이다. 2000년, 암스테르담에서 3개의 게임 개발 스튜디오가 합병해 설립되었으며, 2005년에 SCE 월드와이드 스튜디오에 매입되었다. 2012년, SCE 케임브리지 스튜디오가 게릴라 게임스와 결합되는 것이 발표되었다.

## 개발한 게임
- 킬존 (비디오 게임)
- 킬존 2
- 킬존 3
- 호라이즌 제로 던
- 호라이즌 포비든 웨스트